# Parque cultural del Río Martín
El parque cultural del río Martín se encuentra en la comunidad autónoma de Aragón (España), al sur de la provincia de Zaragoza y al nordeste de la provincia de Teruel, a la que pertenece. Administrativamente sus pueblos pertenecen a tres comarcas: Cuencas Mineras (Montalbán, Peñarroyas, Torre de las Arcas, Obón y Alcaine) al sur, Andorra-Sierra de Arcos (Alacón, Oliete y Ariño) en el centro, y Bajo Martín (Albalate del Arzobispo) en el norte. Fue constituido en 1995 y tiene una extensión de unos 160 km².

## Medio físico
El parque cultural del río Martín está emplazado en la rama aragonesa del sistema Ibérico en torno al curso medio del río Martín, discurriendo a través de impresionantes gargantas excavadas en formaciones calcáreas.
Limitando el parque por el sur se sitúa el macizo calizo de La Muela, con una altura de 1 295 m s. n. m., a cuyos pies se unen varios cursos de la cabecera del Martín que tienen su origen en las estribaciones de la sierra de San Just.
Entre las localidades de Alcaine y Oliete se construyó en 1926 el embalse de Cueva Foradada que regula las aguas del Martín para al riego de su fértil vega.
Al norte se encuentra la sierra de Arcos, por cuyas estribaciones el barranco de la Muela y del Mortero, y el río Escuriza unen sus aguas al Martín, abriendo una profunda brecha en la sierra que se conoce como Los Estrechos, poco antes de llegar a Albalate del Arzobispo, límite nordeste del parque cultural.

## Vegetación

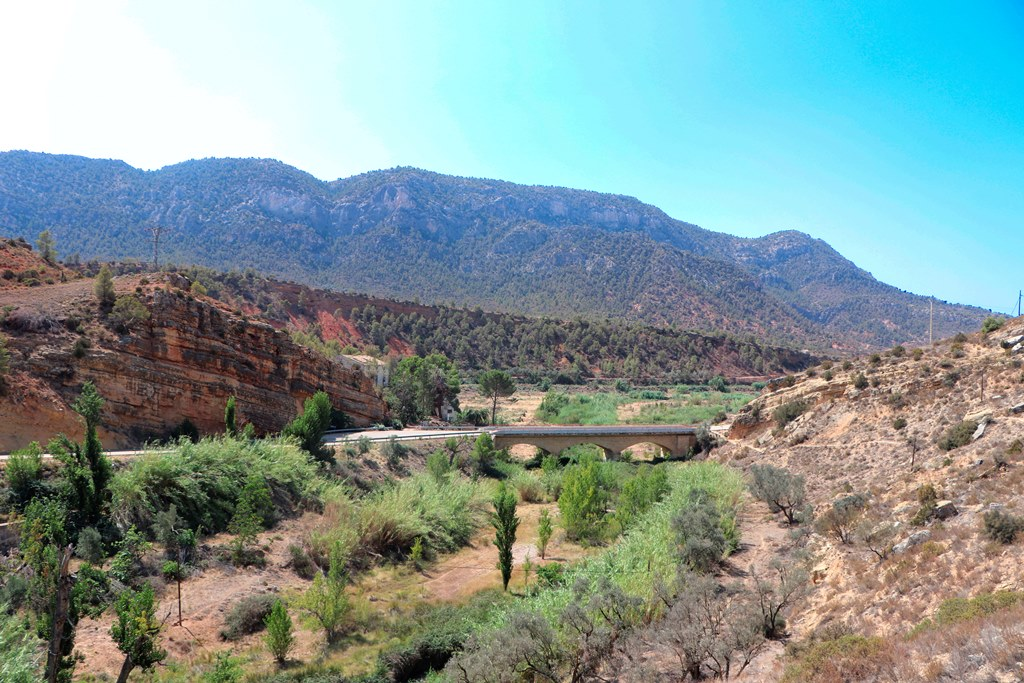
El río Martín serpenteando a través de la sierra de Arcos

La zona de mayor altitud, localizada al sur del Parque —Montalbán, Torre de las Arcas, Obón y Alcaine—, coincide con un ambiente más húmedo y frío donde han proliferado abundantes pinares de repoblación muy viejos, junto a otros pequeños bosques de origen natural. Estos pinares aparecen habitualmente salpicados de jaras y carrascales.
El paisaje del norte —Alacón, Oliete, Ariño y Albalate del Arzobispo—, donde las altitudes son menores y el ambiente es más seco, contrasta vivamente con el del sur del parque. A ello hay que añadir la acción antrópica, más marcada en un espacio menos abrupto, apropiado para la agricultura y los usos ganaderos. En estos lugares se encuentran sardas —romerales, tomillares, pastizales secos—, apareciendo la coscoja como elemento indicativo de encinares degradados. En Albalate del Arzobispo cabe reseñar la zona esteparia de «Las Planetas», donde destaca el albardín y el asnallo.
El clima mediterráneo continentalizado permite la existencia de sabinas, localizándose algunas comunidades importantes de sabina negral en diferentes puntos del parque, acompañadas de enebro en muchos casos.
Más espectacular aunque menos frecuente es la sabina albar, apareciendo en algunos pies dispersos y monumentales.

## Fauna
La fauna del parque guarda una estrecha relación con la vegetación, el clima y la peculiar geomorfología.
Así, existe una rica y variada fauna que encuentra cobijo y refugio en las oquedades, grietas y rugosidades de los cantiles rocosos y de los cañones del Martín y sus afluentes. Destacan las distintas especies de rapaces, tanto por su interés ecológico como por su abundancia, destacando las colonias de buitres leonados que constituyen una de las colonias más significativas de Aragón. Cabe añadir la presencia cada vez más numerosa del alimoche o buitre blanco —como es conocido en la zona— que ha escogido el parque como lugar de cría. Tampoco es difícil observar el vuelo de águilas reales, halcones peregrinos, cernícalos o águilas perdiceras, esta última especie en peligro de extinción.
Otro aspecto a señalar es la diversidad de especies de murciélagos en las grutas y cavidades del parque, en especial en la «Sima de San Pedro», considerada por los especialistas como un refugio de biodiversidad sin equivalente en Europa.

## Riqueza cultural

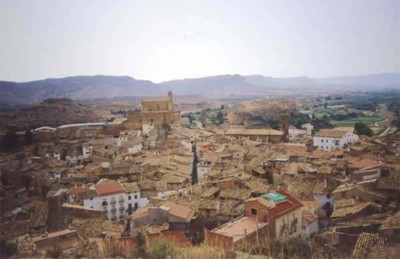
Albalate del Arzobispo, conjunto histórico artístico

El área del parque fue durante el Jurásico —hace unos 175 millones de años—, el fondo de un mar tropical, como lo demuestran variados fósiles marinos. Asimismo, en Ariño destacan sus icnitas, con huellas de dos tipos de dinosaurios y en todo el parque existen evidencias fósiles de reptiles voladores y tortugas.
- En la cueva de Eudoviges, en Alacón, se ha descubierto el poblamiento humano más anitguo del parque, que se remonta al Paleolítico Medio.
- El arte rupestre de la Ruta los Estrechos conforma un conjunto rupestre declarado Patrimonio de la Humanidad por la UNESCO.
- Dentro de la cultura ibérica destaca el sitio del "Cabezo de San Pedro de los Griegos" en Oliete, , uno de los más espectaculares del Valle del Ebro.[2]
- Las Lastras de San José en Albalate del Arzobispo son una zona con cazoletas y sepulcros antropomorfos visigodas-medievales.
- En cuanto a los conjuntos urbanos del parque cultural del río Martín, merece mención especial Albalate del Arzobispo que, con sus edificaciones escalonadas, casas solariegas, callejuelas y arcos, mereció la declaración de conjunto histórico artístico.

## Servicios
En el Centro de Interpretación del Arte Rupestre en Ariño se puede recopilar información de las diversas manifestaciones pictóricas de la zona. El Centro de Interpretación de la Cultura Ibérica en Oliete muestra yacimientos como el de «Cabezo de San Pedro de los Griegos». Otros puntos de interés son el centro de interpretación de la Cultura Popular en Albalate, así como el Centro de Interpretación de la Flora en Torre de las Arcas.
Hay trece casetas informativas distribuidas por las localidades y puntos clave del parque. En cada una hay tres paneles: uno con información general, otro en el centro con explicación de los senderos de la localidad en la que nos encontramos y un tercer panel con datos geográficos, históricos, culturales y geológicos de la zona. También hay articuladas rutas y senderos educativos de pequeño recorrido en todo el parque.